# Julius von Ficker
Johann Kaspar Julius von Ficker, född 30 april 1826 i Paderborn, död 10 juli 1902 i Innsbruck, var en tysk rättshistoriker. Han var far till Heinrich von Ficker.
Ficker kallades 1852 till professor i historia vid universitetet i Innsbruck och var 1863-79 professor i juridiska fakulteten där. Han skrev bland annat Vom Reichsfurstenstande (två band, 1860-61), Forschungen zur Reichs- und Rechtsgeschichte Italiens (fyra band, 1868-74), Beiträge zur Urkundenlehre (två band, 1877-78) samt Untersuchungen zur Rechtsgeschichte (fyra band, 1891-99). I Untersuchungen zur Erbenfolge der ostgermanischen Rechte hävdade han, att langobardisk rätt var besläktad med nordisk och hänvisar särskilt till Gotlands gamla rätt och Gulatingslagen; han utvecklade ytterligare sin ståndpunkt i Das langobardische und die scandinavischen Rechte (i "Mitteilungen des Instituts für oesterreichische Geschichtsforschung", XXII).